# プレチオーザ (小惑星)
プレチオーザ (529 Preziosa) は小惑星帯に位置する小惑星である。ハイデルベルク天文台のマックス・ヴォルフによって発見された。
カール・マリア・フォン・ウェーバーのオペラ『プレチオーザ』に因んで命名された。